# Bou Ismaïl
Bou Ismaïl (în arabă بو اسماعيل) este o comună din provincia Tipaza, Algeria.
Populația comunei este de 41.684 locuitori (2008).

## Personalități născute aici
- Jean-Pierre Bacri (1951 - 2021), actor, scenarist, dramaturg francez.